# Stari Kot
Stari Kot – wieś w Słowenii, w gminie Loški Potok. W 2018 roku liczyła 7 mieszkańców.